# Ernest Carette
Pour les articles homonymes, voir Carette.
Antoine Ernest Hippolyte Carette, né le 23 mai 1808 au Quesnoy et mort le 24 janvier 1889 à Versailles, est un scientifique et capitaine du Génie de l'armée française, qui explora l'Algérie.

## Biographie
Ernest Carette est le fils de Antoine Michel Carette (1772-1855), colonel du génie, commandeur de la Légion d'honneur, et Marie Thérèse Elisabeth Nada (1769-1851).
Il est directeur des affaires civiles de la province de Constantine le 6 mars 1848, préfet de Constantine le 8 février 1849 et rappelé dans les rangs de l'armée le 30 novembre 1849.
Il prend sa retraite le 6 juin 1868.

## Distinctions
- Commandeur de la Légion d'honneur

## Publications
- Précis historique et archéologique sur Hippone et ses environs, Impr. de Lange Lévy, 1838.
- Études sur les routes suivies par les Arabes dans la partie méridionale de l'Algérie et de la régence de Tunis, pour servir à l'établissement du réseau géographique de ces contrées, accompagnée d'une carte itinéraire, Impr. royale, 1844.
- Du Commerce de l'Algérie avec l'Afrique centrale et les États Barbaresques, réponse à la note de M. Jules de Lasteyrie, député... sur le commerce du Soudan, Impr. de A. Guyot, 1844.
- Études sur la Kabilie proprement dite, Impr. nationale, 1848.
- Études sur les temps antéhistoriques, F. Alcan, 1878.
- Droit romain les Assemblées provinciales de la Gaule romaine. Thèse pour le doctorat., A. Picard et fils, 1895.
- Exploration scientifique de l'Algérie pendant les années 1840, 1841  (avec Antoine-Ernest-Hippolyte Carette, Émilien Jean Renou, Jean-André-Napoléon Périer, Adrien Berbrugger), Paris, Imprimerie royale, 1844 (lire en ligne).
- Les Assemblées provinciales de la Gaule romaine Compte-rendu : Anatole Barthélémy, « Ernest Carette, Les Assemblées provinciales de la Gaule romaine », Bibliothèque de l'école des chartes, vol. 57, no 1,‎ 1896, p. 714-5 (lire en ligne, consulté le 30 janvier 2019).
- Carte de l'Algérie divisée par tribus, avec Auguste Warnier, lire en ligne sur Gallica.

## Source
- Archives nationales, dossier de Légion d'honneur : LH//427/30